# Дукля (гмина)
Дукля (пол. Dukla) — городско-сельская гмина (волость) в Польше, входит как административная единица в Кросненский повет, Подкарпатское воеводство. Население — 17 019 человек.

## Демография
| Перепись                       | Всего   | Всего | Женщины | Женщины | Мужчины | Мужчины |
| ------------------------------ | ------- | ----- | ------- | ------- | ------- | ------- |
| Единицы                        | человек | %     | человек | %       | человек | %       |
| Население                      | 17 019  | 100   | 8683    | 51      | 8336    | 49      |
| Плотность населения (чел./км²) | 51      | 51    | 26      | 26      | 25      | 25      |

## Сельские округа
1. Барвинек
2. Цергова
3. Хырова
4. Далиова
5. Глойсце
6. Ивля
7. Яслиска
8. Ясёнка
9. Липовица
10. Ленки-Дукельске
11. Мшана
12. Мышковске
13. Надоле
14. Нова-Весь
15. Ольховец
16. Посада-Яслиска
17. Рувне
18. Шкляры
19. Теодорувка
20. Тшчана
21. Тылява
22. Ветшно
23. Воля-Нижна
24. Завадка-Рымановска
25. Збоиска
26. Зындранова

## Соседние гмины
1. Гмина Хоркувка
2. Гмина Ивонич-Здруй
3. Гмина Команьча
4. Гмина Кремпна
5. Гмина Мейсце-Пястове
6. Гмина Новы-Жмигруд
7. Гмина Рыманув